# Sinatrukés
Sinatrukés (parthsky Santrúk, řecky Σινατροκης) byl parthský velkokrál z dynastie Arsakovců vládnoucí v letech 78/77–71/70 př. n. l. Podle K. Schippmanna nelze říci nic o jeho původu, podle jiných názorů byl bratrem krále Fraata II.
Na trůn ho dosadili sakaraučtí Skythové jako osmdesátiletého starce, aniž jsou známy bližší okolnosti převratu. V roce 73/72 př. n. l. odmítl pomoci pontskému králi Mithridatovi VI. ve válce proti Římu. Jeho nástupcem se stal syn Fraatés III.